# Tempio di Venere e Roma
Il tempio di Venere e di Roma (templum Veneris et Romae; nella tarda antichità noto come templum urbis) era il più grande tempio conosciuto dell'antica Roma. Situato nella parte orientale del Foro romano, occupava tutto lo spazio tra la basilica di Massenzio e il Colosseo. Era dedicato alle dee Venus Felix (Venere portatrice di buona sorte) e Roma Aeterna.

## Storia

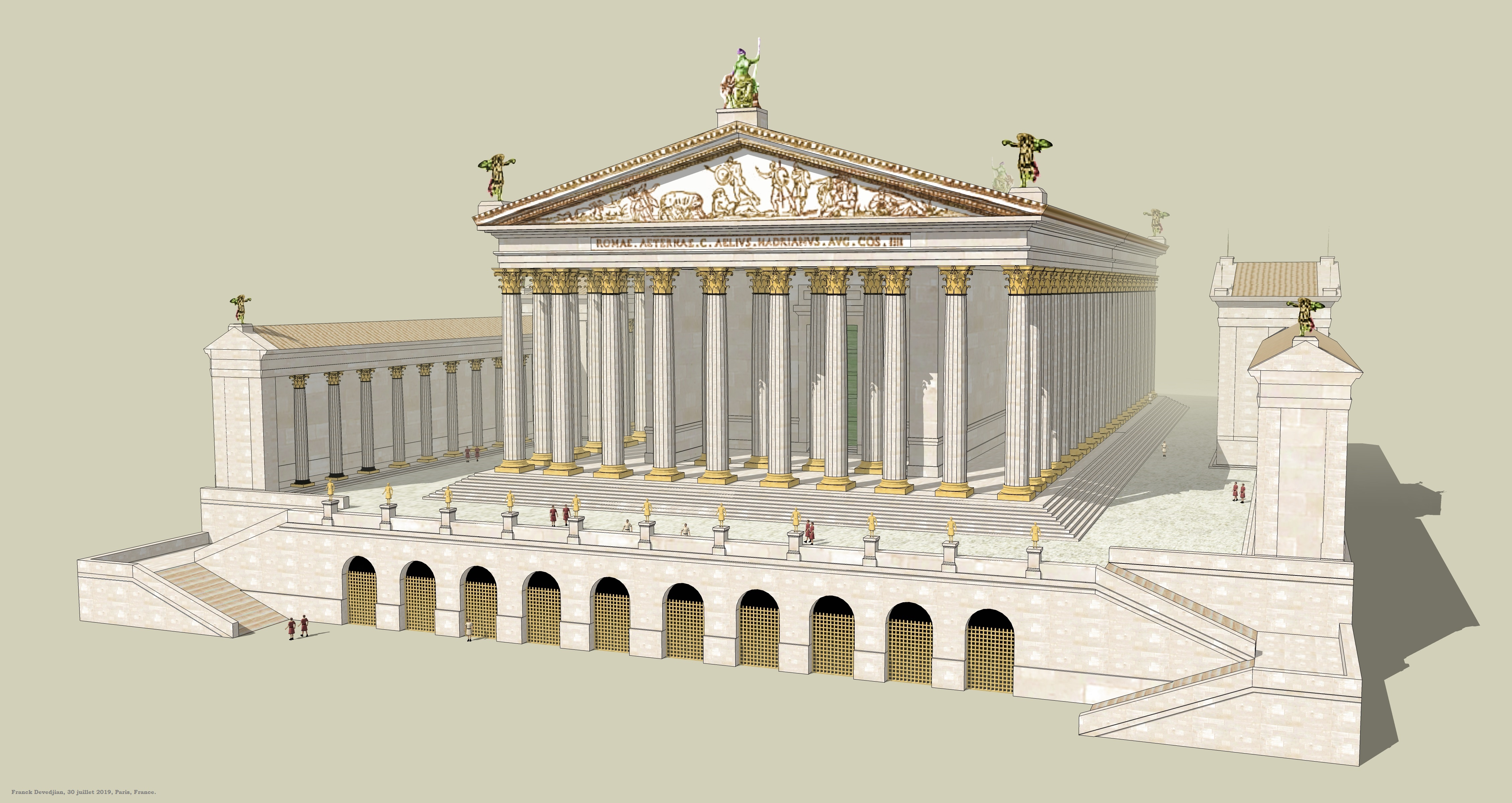
Ricostruzione del tempio

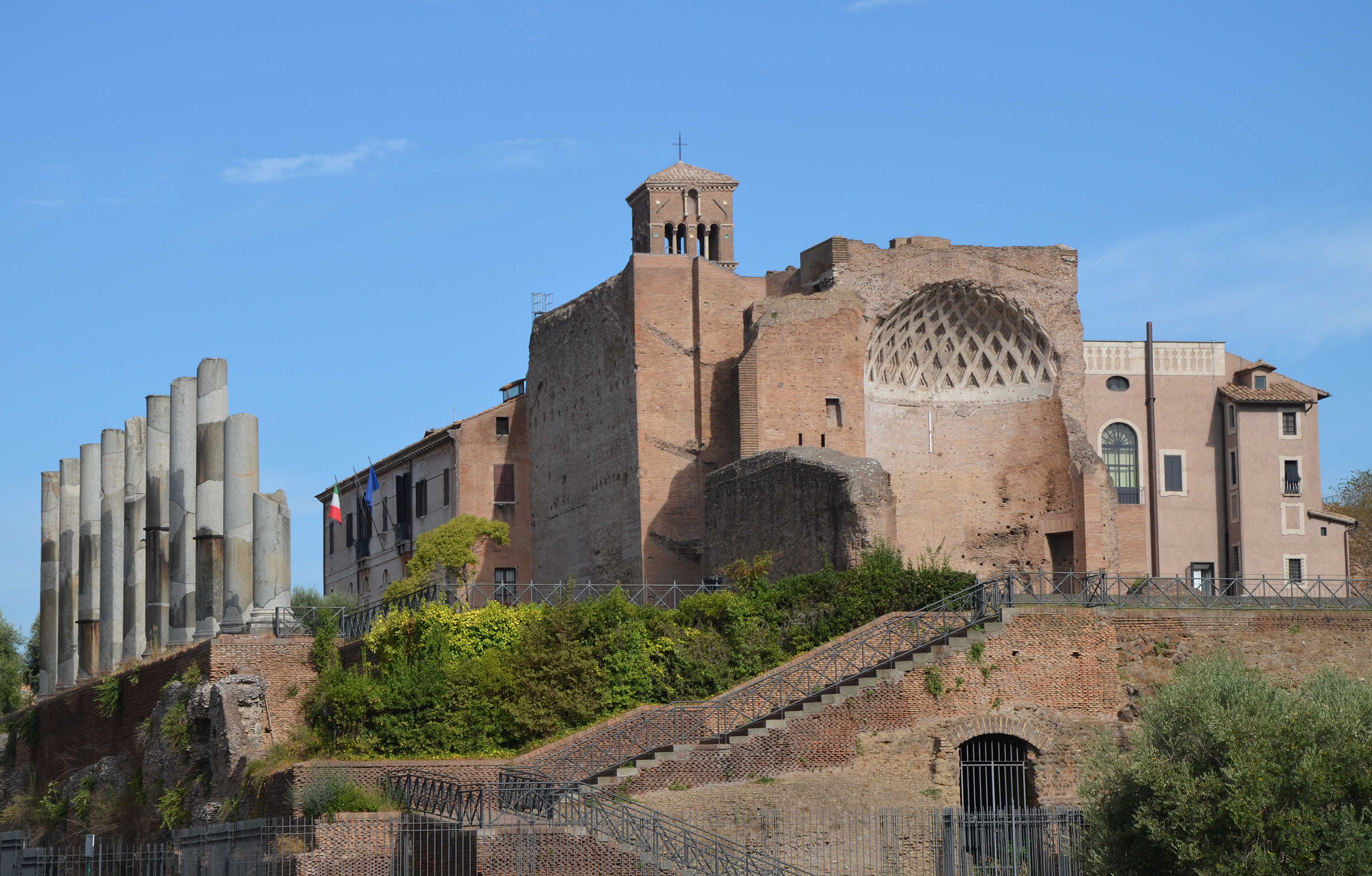
L'abside della cella est

Precedentemente si trovava in questo sito l'atrio della Domus Aurea di Nerone, dov'era collocato il colosso dell'imperatore, un'enorme statua bronzea alta 35 metri più la base. Quando Adriano decise la costruzione del tempio, procedette a ridedicare la statua al dio Sole e la fece spostare, con l'aiuto di ventiquattro elefanti.
L'architetto del tempio fu lo stesso imperatore Adriano. La costruzione, iniziata nel 121, fu inaugurata ufficialmente da Adriano nel 135 e finita nel 141 sotto Antonino Pio. L'opera venne aspramente criticata dall'architetto imperiale Apollodoro di Damasco, che pagò con la vita la sua audacia.
Danneggiato dal fuoco nel 307, fu restaurato dall'imperatore Massenzio. Un ulteriore restauro fu eseguito sotto Eugenio, un effimero usurpatore (392-394) sconfitto da Teodosio I, la cui politica mirava alla restaurazione dei culti pagani. 
Nella tarda antichità al tempio, noto come templum urbis, era associato un collegio sacerdotale, quello dei duodecemviri urbis Romae.
Nel 625 iniziò la rovina del tempio, le cui tegole di bronzo furono rimosse da papa Onorio I per il rifacimento del tetto nell'antica basilica di San Pietro in Vaticano. Nel IX secolo un terremoto distrusse il tempio. Sul suo lato nord fu costruita, nel IX secolo, la basilica di Santa Maria Nova (dal XV secolo divenuta basilica di Santa Francesca Romana).
Tra il 1933 e il 1935, nel corso dei lavori per aprire la via dei Fori Imperiali, il tempio fu soggetto a un restauro generale, su progetto di Antonio Muñoz. Furono dissotterrate e allineate nella posizione originaria 22 colonne del portico esterno, utilizzando 60 tronchi di granito bigio trovati nell'area; Muñoz fece ricorso, per la ricostruzione degli elementi architettonici mancanti, alla piantumazione di essenze arboree, basandosi sulle sperimentazioni effettuate da Giacomo Boni e da Raffaele De Vico. Oggetto di ricostruzione arborea fu la scala di accesso alla platea, realizzata con gradini di bosso, le murature perimetrali della cella, integrate da arbusti di alloro nelle parti rovinate dal tempo, mentre le colonne mancanti furono ricostruite nel loro volume di base da cespugli di ligustro. L'incuria di decenni aveva danneggiato seriamente le ricostruzioni arboree e l'ultimo restauro le ha definitivamente eliminate. Il monumento, dopo anni di chiusura, è stato riaperto al pubblico nel 2010.
Cassio Dione Cocceiano narra così la vicenda: (Adriano) gli fece recapitare i disegni del tempio di Venere e Roma per fargli vedere come una così grande opera potesse essere realizzata anche senza il suo aiuto, e chiedendogli cosa gli sembrasse del progetto dell'edificio. Nella sua risposta, come primo punto, l'architetto dichiarò che si sarebbe dovuto costruire il tempio su di un piano sopraelevato, di modo che esso avrebbe potuto meglio dominare la Via Sacra dalla sua posizione rialzata, e che si sarebbero potuti così creare sottostanti locali capaci di accogliere macchine teatrali da tener nascoste, rendendo possibile la loro introduzione nell'adiacente teatro (Colosseo) senza che nessuno le vedesse in anticipo. Come secondo punto, a proposito delle statue delle dee, disse che erano troppo grandi per l'altezza delle loro celle. "Di fatto," osservò, "se le dee volessero alzarsi dai loro troni per uscire dal tempio, sarebbero impossibilitate a farlo." Quando egli scrisse tutto questo ad Adriano così, senza mezzi termini, l'imperatore ne fu irritato, e a maggior ragione dispiaciuto, essendo ormai troppo tardi per poter rimediare agli errori in cui era caduto, e incapace di contenere la sua rabbia e il suo rincrescimento, lo fece uccidere.
I saggi archeologici al di sotto del tempio hanno trovato i resti di una ricca casa di età repubblicana.

## Descrizione

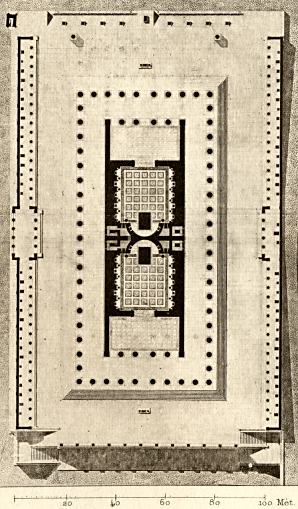
La pianta del tempio

Posto su un podio che misurava 145 metri in lunghezza e 100 metri in larghezza, il peristilio misurava 110 x 53 metri ed era formato da 10 x 21 colonne (seguendo quindi la formula N = 2n + 1). Due doppi colonnati sui lati lunghi cingevano poi l'area sacra, con dei propilei al centro. Alcune delle colonne in granito della prima fase adrianea tuttora esistenti facevano parte di questi portici.
La peristasi del tempio è scomparsa e ne resta solo traccia in pianta, dove sono state collocate siepi di bosso e comprendeva originariamente dieci colonne sui lati brevi (tempio decastilo) e ventuno sui lati lunghi seguendo lo schema dei templi dipteri e quattro davanti ai pronai.
Lo stilobate con gradini seguiva uno stile tipicamente greco, come in auge al tempo di Adriano. Il tempio consisteva in due cellae adiacenti, orientate simmetricamente verso l'esterno con la parete di fondo adiacenti. Originariamente non avevano abside ed avevano una copertura piana a travi lignee: le attuali absidi e le volte furono aggiunte dal restauro di Massenzio. Ognuna delle celle ospitava la statua di una dea: Venere, la dea dell'amore e fondatrice della gens Iulia, in quanto madre mitologica di Enea, e Roma, la dea che personificava lo Stato romano, ambedue sedute su un trono.
La cella occidentale, dove si trovava la statua di Roma, venne inglobata nell'ex convento di Santa Francesca Romana, che oggi ospita l'Antiquarium Forense. Grandi colonne in porfido ne scandiscono le pareti e fiancheggiano l'abside. È visibile un tratto di pavimento originale e una parte del basamento in laterizio della statua. Altre colonnine in porfido poste su mensole inquadrano le nicchie dove erano collocate altre statue, secondo uno schema decorativo tipico dell'epoca imperiale che si trova anche nella basilica di Massenzio e nella ricostruzione dioclezianea della Curia Iulia.
La cella orientale, visibile dall'esterno, è peggio conservata, ma resta una parte degli stucchi del catino absidale. Tra il 1815 e il 2000 furono eseguiti vari restauri: nel 2003 il tempio fu aperto al pubblico.